# تیمی ۳۴۰۳
سیارک ۳۴۰۳ (به انگلیسی: 3403 Tammy، نامگذاری:1981SW) سه هزار و چهارصد و سومین سیارک کشف شده‌است که در ۲۵ سپتامبر ۱۹۸۱ کشف شد.
قدر مطلق سیارک برابر ۱۳٫۰۰ است.